# Sphaenothecus facetus
Sphaenothecus facetus là một loài bọ cánh cứng trong họ Cerambycidae.